# Biblioteca pubblica di Anguilla
La Biblioteca pubblica di Anguilla (Anguilla Library Service o Anguilla Public Library), o Biblioteca Nazionale di Anguilla, ha sede a The Valley ed è la biblioteca più grande di Anguilla.

## Storia
La Biblioteca viene istituita nel 1938, come servizio privato accessibile tramite canone di abbonamento. Con la riforma del 1950, e successivamente con l'interesse del governatorato, i servizi sono stati offerti gratuitamente al pubblico, con lo scopo di favorire l'accesso alle informazioni agli abitanti della piccola isola di Anguilla. 
Nel 1996 l'istituto si trasferisce nella più ampia struttura dell'Edison L. Hughes Library & Education Complex, aumentando il patrimonio librario e implementando le attività culturali rivolte ai giovani e agli studenti. Successivamente, nel 2001, la Biblioteca viene elevata al rango di Dipartimento Servizio bibliotecario nazionale, sotto la giurisdizione del Ministero dello sviluppo sociale.

## Compiti e organizzazione
Alla Biblioteca è affidata la responsabilità di sviluppare e programmare il Servizio bibliotecario nazionale, al fine di migliorare le condizioni culturali e professionali umane e favorire l'accesso alle informazioni. Inoltre, l'istituto promuove e valorizza la conservazione documentale e lo studio della storia culturale e antropologica della comunità di Anguilla.